# Provincias de Uzbekistán
Uzbekistán está dividido en doce provincias autónomas (viloyatlar, en singular viloyat), una república autónoma (Karakalpakistán) y la ciudad (shahar o shahri) de Taskent. Los nombres en cursiva corresponden a una de las transliteraciones en uzbeko. A la derecha de la tabla se muestra un mapa numerado del país.
| #  | División                       | Nombre en uzbeko            | Capital    | Área (km²) | Población (2010) | Den. pob. (hab/km²) |
| -- | ------------------------------ | --------------------------- | ---------- | ---------- | ---------------- | ------------------- |
| 2  | Andijon                        | Andijon Viloyati            | Andijon    | 4200       | 1 899 000        | 452                 |
| 3  | Bujará                         | Buxoro Viloyati             | Bujará     | 39 400     | 1 384 700        | 35                  |
| 4  | Ferganá                        | Farg'ona Viloyati           | Ferganá    | 6800       | 2 597 000        | 382                 |
| 5  | Yizaj                          | Jizzax Viloyati             | Yizaj      | 20 500     | 910 500          | 44                  |
| 13 | Corasmia                       | Xorazm Viloyati             | Urgench    | 6300       | 1 200 000        | 190                 |
| 6  | Namangán                       | Namangan Viloyati           | Namangán   | 7900       | 1 862 000        | 236                 |
| 7  | Navoi                          | Navoiy Viloyati             | Navoi      | 110 800    | 767 500          | 7                   |
| 8  | Kashkadar                      | Qashqadaryo Viloyati        | Qarshi     | 28 400     | 2 029 000        | 71                  |
| 14 | Rep. Autónoma. Karakalpakistán | Qaraqalpaqstan Respublikasi | Nukus      | 160 000    | 1 200 000        | 7,5                 |
| 9  | Samarcanda                     | Samarqand Viloyati          | Samarcanda | 16 400     | 2 322 000        | 142                 |
| 10 | Sir Daria                      | Sirdaryo Viloyati           | Guliston   | 5100       | 648 100          | 127                 |
| 11 | Surjandaria                    | Surxondaryo Viloyati        | Termez     | 20 800     | 1 676 000        | 81                  |
| 12 | Taskent                        | Toshkent Viloyati           | Taskent    | 15 300     | 4 450 000        | 291                 |
| 1  | Taskent (ciudad)               | Toshkent Shahri             | Taskent    | 335        | 2 353 000        | 7024                |